# Michael Gross
Michael Gross o Michael Groß (Frankfurt del Main, Alemanya Occidental 1964) és un nedador alemany, ja retirat, guanyador de sis medalles olímpiques i considerat un dels millors de la dècada del 1980.

## Biografia
Va néixer el 17 de juny de 1964 a la ciutat de Frankfurt del Main, població situada a l'estat de Hessen, que en aquells moments formava part de l'Alemanya Occidental (RFA) i que avui en dia forma part d'Alemanya.

## Carrera esportiva
Va participar, als 20 anys, en els Jocs Olímpics d'Estiu de 1984 realitzats a Los Angeles (Estats Units) on aconseguir guanyar quatre medalles olímpiques: la medalla d'or en els 200 metres lliures i en els 100 metres papallona (establint en ambdós casos sengles rècords del món) i la medalla de plata en les proves de relleus 4x200 metres lliures i 200 metres papallona, a més d'aconseguir finalitzar quart en les proves dels relleus 4x100 metres lliures i relleus 4x100 metres estils, aconseguint axí diplomes olímpics en les dues proves. En els Jocs Olímpics d'Estiu de 1988 celebrats a Seül (Corea del Sud) aconseguí guanyar la medalla d'or en la prova dels 200 metres papallona i la medalla de bronze en els relleus 4x200 metres lliures, a més de finalitzar quart en els relleus 4x100 m. estils, cinquè en els 200 m. lliures i 100 m. papallona i sisè en els relleus 4x100 m. lliures.
Al llarg de la seva carrera ha guanyat 13 medalles en el Campionat del Món de natació, cinc d'elles d'or, i 17 medalles en el Campionat d'Europa de natació, entre elles dotze d'or.
L'any 1985 fou escollit millor nedador de l'any per la revista Swimming World Magazine, així com nedador europeu de l'any entre els anys 1982 i 1986.